# Soul Brothers
Soul Brothers – album amerykańskiego muzyka Raya Charlesa, nagrany z Miltem Jacksonem, wydany w 1958 roku.
Po sukcesie „I Got a Woman” w 1956 roku, Charles stał się gwiazdą rhythm and bluesa. Dwa lata później postanowił spróbować nagrać album inny od swoich wcześniejszych wydawnictw. W wyniku tego powstała płyta Soul Brothers, będąca połączeniem soulowego stylu Charlesa z jazzowym stylem Jacksona.

## Lista utworów
| 1. | „How Long Blues” (Carr)            | 9:15  |
|    |                                    |       |
| 2. | „Cosmic Ray” (Charles)             | 5:21  |
|    |                                    |       |
| 3. | „The Genius After Hours” (Charles) | 4:53  |
|    |                                    |       |
| 4. | „Charlesville” (Charles)           | 4:53  |
|    |                                    |       |
| 5. | „Bags of Blues” (Jackson)          | 8:49  |
|    |                                    |       |
| 6. | „'Deed I Do” (Hirsch, Rose)        | 5:51  |
|    |                                    |       |
| 7. | „Blue Funk” (Charles)              | 8:09  |
|    |                                    |       |
|    |                                    | 47:11 |
|    |                                    |       |